# Боевая организация
Боевая организация — нелегальные формирования в составе радикальных партий Российской империи в период перед Октябрьской революцией. Боевые организации совершали террористические акты и руководили боевыми дружинами и отрядами.
Некоторые боевые организации дореволюционной России:
- Боевая организация партии социалистов-революционеров (ПСР),
- Боевая техническая группа при Центральном комитете Российской социал-демократической рабочей партии (РСДРП),
- Боевая дружина Союза русского народа,
- Боевые отряды рабочей Красной гвардии
- Боевые группы анархистов.

Первые боевые организации социал-демократов появляются в 1904 году, их число быстро увеличивается в 1905 году, после решения III съезда РСДРП о военно-технической подготовке вооруженного восстания.